# لوسرن ولی (کالیفرنیا)
لوسرن ولی (به انگلیسی: Lucerne Valley) یک منطقهٔ مسکونی در ایالات متحده آمریکا است که در شهرستان سن برناردینو، کالیفرنیا واقع شده‌است. لوسرن ولی ۲۷۳٫۴۷۷ کیلومتر مربع مساحت و ۵٬۸۱۱ نفر جمعیت دارد و ۹۰۰٫۰۹ متر بالاتر از سطح دریا واقع شده‌است.